# Battaglia di Cuma (215 a.C.)
La battaglia di Cuma si svolse nel corso della seconda guerra punica, agli inizi del 215 a.C., tra i Cartaginesi di Annibale, alleato dei Campani, e i Romani, alleati dei Cumani.

## Contesto storico
Dopo la schiacciante vittoria a Canne (216 a.C.), Annibale raggiunse i primi importanti risultati politico-strategici. Alcuni centri cominciarono a abbandonare i Romani, come Campani, Atellani, Calatini, parte dell'Apulia, i Sanniti (ad esclusione dei Pentri), tutti i Bruzi, i Lucani, gli Uzentini e quasi tutto il litorale greco, i Tarentini, quelli di Metaponto, di Crotone, di Locri e tutti i Galli cisalpini, e poi Compsa, insieme agli Irpini. Non si arrese invece Neapolis, rimasta fedele a Roma.
Il comandante cartaginese inviò a sud nel Bruzio il fratello Magone con una parte delle sue forze, per accogliere la resa di quelle città che abbandonavano i Romani e costringere con la forza quelle che si rifiutavano di farlo. Annibale, invece, con il grosso dell'esercito, si diresse in Campania dove riuscì ad ottenere dopo una serie di trattative la defezione di Capua che a quell'epoca era ancora, per importanza, la seconda città della penisola, dopo Roma.
Il condottiero cartaginese quindi risalì verso l'importante centro di Casilinum che riuscì a occupare dopo un lungo assedio prolungatosi per alcuni mesi. Contemporaneamente il dittatore romano, Marco Giunio Pera, svernava con l'esercito non molto distante da lui, a Teanum Sidicinum. Claudio Marcello tornò in Campania, dopo essere stato eletto proconsole; allo stesso vennero affidate le due nuove legioni urbane, che furono prima convocate a Cales e poi trasferite nell'accampamento sopra Suessula. Contemporaneamente le due legioni superstiti di Canne vennero condotte in Sicilia con il pretore Appio Claudio Pulcro, mentre quelle siciliane vennero trasferite a Roma.
I due nuovi consoli, Quinto Fabio Massimo Verrucoso e Tiberio Sempronio Gracco, si divisero tra loro l'esercito. A Fabio toccò quello accampato presso Teanum Sidicinum, che in precedenza era stato posto sotto il comando di Marco Giunio Pera; a Sempronio gli 8 000 schiavi (volones) arruolatisi volontariamente e più di 25 000 alleati che si trovavano non molto distanti da Casilinum. A Marcello venne affidato nuovamente l'esercito che stava a difesa di Nola, presso Suessula, come proconsole.

### Casus belli
Frattanto i Campani presero l'iniziativa di ridurre in loro potere la città di Cuma, sollecitando dapprima i Cumani ad abbandonare l'alleanza con i Romani, e poiché non riuscirono a sortire alcun effetto, provarono ad impadronirsene con l'inganno. Tutti i Cumani dovevano celebrare periodicamente un sacrificio nelle vicinanze di Hamas.  Il senato campano chiese a quello cumano di radunarsi insieme presso questa località e procedere ad un comune accordo, affinché entrambi potessero avere gli stessi alleati o nemici (tra Romani e Cartaginesi). I Cumani, seppure sospettassero la frode, non rifiutarono l'incontro, ritenendo di poter porre rimedio a tale inganno.
Contemporaneamente il console Tiberio Sempronio Gracco, aveva passato in rassegna l'esercito, che si era radunato a Sinuessa, e dopo aver attraversato il Volturno aveva posto i suoi accampamenti presso Liternum. Qui il console dispose di esercitare soprattutto le reclute appena arruolate, in maggior parte volones, ad effettuare le dovute manovre, per abituarli a seguire le insegne e riconoscere i propri reparti sul campo di battaglia; ad istruire i legati e i tribuni, impedendo che le reclute potessero essere vilipese e dove il veterano fosse equiparato alla recluta ed il libero cittadino allo schiavo.
A Tiberio Gracco venne inviata un'ambasceria, informandolo di ciò che i Campani stavano tramando nei confronti dei Cumani e che, tre giorni più tardi, avrebbero dovuto recarsi presso Hamas ad incontrare il senato e l'esercito riunito campano. Gracco allora consigliò ai Cumani di raccogliere più provviste possibili all'interno della città e di rimanervi. Egli intanto mosse l'intero esercito verso Hamas (che distava 3 000 passi, pari a circa 4,5 km) il giorno prima della celebrazione del sacrificio.
I Campani erano giunti numerosi e con loro il meddix tuticus Mario Alfio, insieme a 14 000 armati, più intenzionato a preparare la cerimonia religiosa che a fortificare il suo accampamento.
Si trattava di una cerimonia notturna, compiuta prima della mezzanotte. Gracco, poste le sentinelle a guardia delle porte dell'accampamento perché nessun traditore potesse uscire e avvertire il nemico, obbligò i soldati a dormire durante il pomeriggio (dall'ora decima, vale a dire le 16.00), in modo da poterli radunare di notte e mettersi in marcia nel silenzio più totale, giungendo all'ora opportuna presso Hamas.

## Prima battaglia

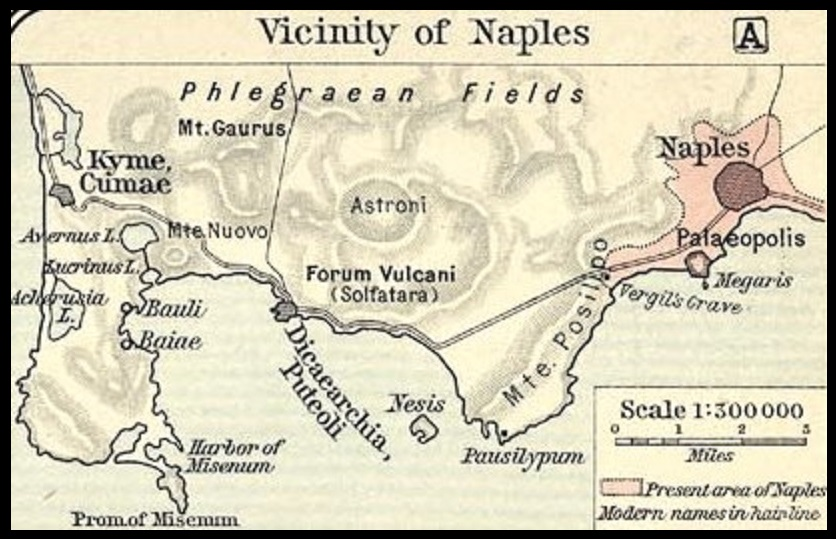
Il golfo di Napoli e la vicina Cuma (in alto a sinistra)

Quando giunse ad Hamas attorno a mezzanotte, assalì da tutte le porte, contemporaneamente, l'accampamento dei Campani, impegnati nella cerimonia religiosa. Uccise molti che erano andati a dormire, altri che tornavano inermi dalla cerimonia. Molti morirono. Livio scrive che furono uccisi più di 2 000 Campani, oltre al loro stesso condottiero, Mario Alfio. Molti furono fatti prigionieri e furono prese 34 insegne militari. Le perdite romane furono invece meno di 100. Gracco poi, una volta impadronitosi dell'accampamento nemico, si affrettò a ritirarsi dentro le mura di Cuma, per timore che Annibale potesse giungere rapidamente presso lo stesso, essendo posizionato sul Monte Tifata, poco a nord-est di Capua.
Non appena, infatti, il comandante cartaginese venne a conoscenza dei fatti, poiché riteneva di poter sorprendere un esercito romano formato da reclute presso Hamas, a marce forzate condusse il suo esercito oltre Capua. Trovò l'accampamento dei Campani vuoto del nemico romano, con i segni della grande strage compiuta, con i corpi degli alleati campani sparsi all'interno. E seppure alcuni chiedessero vendetta immediata, conducendo l'armata cartaginese a Cuma per prenderla d'assalto, Annibale preferì tornare agli accampamenti sul Monte Tifata, visto che non aveva con sé che le armi e nessun genere di approvvigionamento.

## Assedio

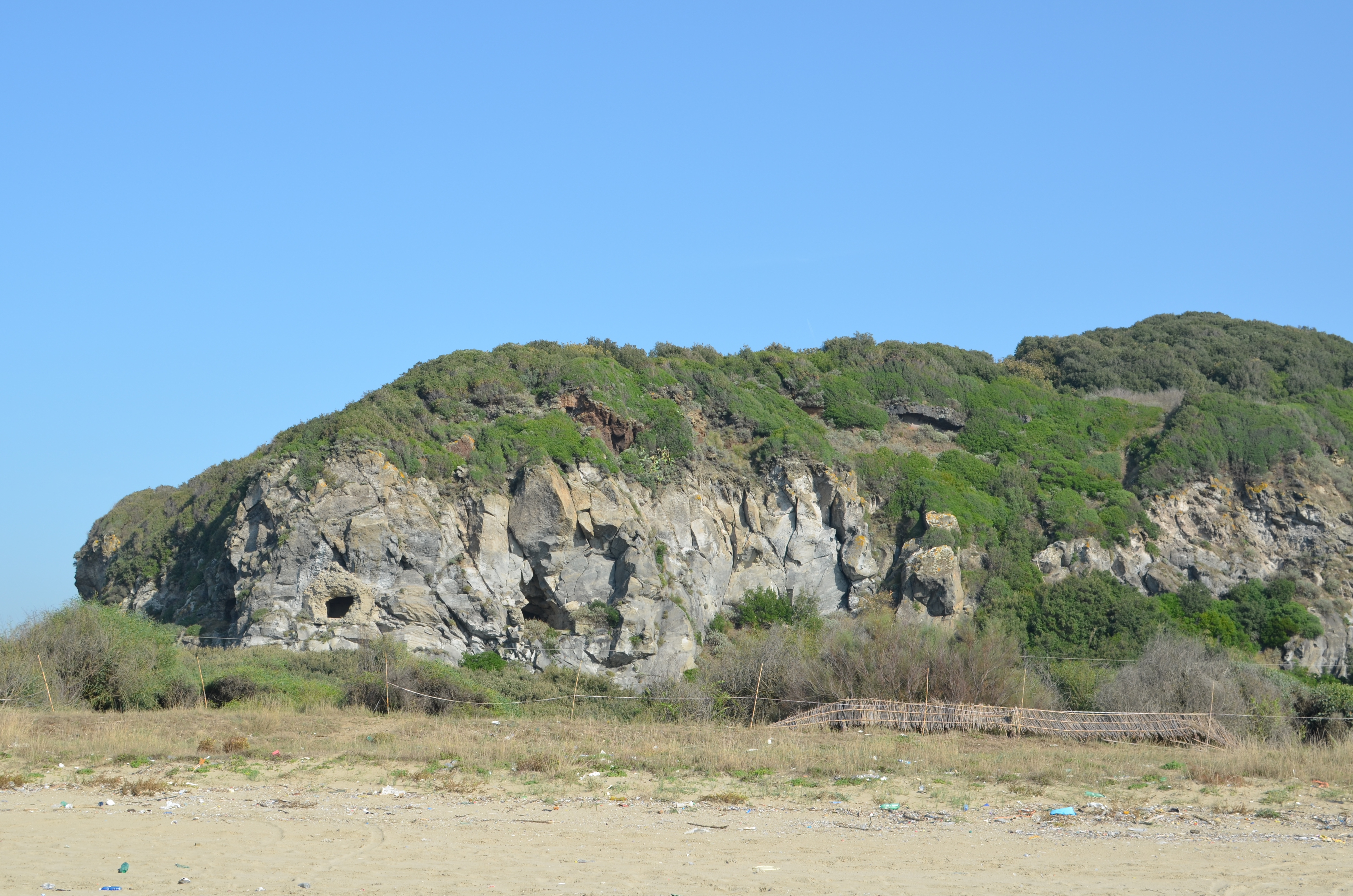
La parte nord dell'acropoli della città di Cuma, vista da ovest.

Il giorno seguente, stanco delle preghiere dei Campani, tornò a Cuma con tutte le macchine e la pose sotto assedio, dopo aver saccheggiato l'agro cumano ed aver posto gli accampamenti a mille passi dalla città (1,5 km), dove Gracco era accampato. Neppure Quinto Fabio Massimo Verrucoso, che aveva il castrum presso Cales, aveva osato attraversare il Volturno, intento a prendere di nuovo gli auspici, dove gli aruspici rispondevano che non era facile placare l'ira degli dèi.
Sempronio venne così assediato, nel frattempo le macchine dei cartaginesi cominciarono ad essere approntate. Il console romano, per rispondere ad una grandissima torre di legno avvicinata alla città, ne fece sorgere un'altra sulle mura, più alta, essendosi servito dell'altezza del muro, appoggiandovi la torre su solide travi. Da questa i combattenti romani potevano difendere la città e le mura, lanciando sassi, e dardi di ogni genere.
Quando videro che la torre dei Cartaginesi era ormai giunta sotto le mura e vi era appoggiata, i soldati romani lanciarono contro la stessa tizzoni ardenti che provocarono un grande incendio. Dinanzi a questo incendio, i soldati cartaginesi cominciarono a gettarsi spaventati dalla torre, fuggendo verso l'accampamento dei Romani, che contemporaneamente irrompendo al di fuori delle mura, poterono fare grande strage del nemico. Livio aggiunge:
(Livio, XXIII, 37.4.)
Alla fine 1 300 Cartaginesi furono uccisi e 59 presi vivi.

## Conseguenze
Gracco, prima che il nemico potesse reagire, diede il segnale di ritirarsi dentro le mura di Cuma. Il giorno seguente, credendo Annibale che il console Gracco, imbaldanzito dalla vittoria, avrebbe combattuto una battaglia campale, dispose il suo esercito in ordine di combattimento, tra i suoi accampamenti e la città. Dopo aver notato che nessuno si spostava dalla solita guardia della città e non prendeva alcuna iniziativa, decise di togliere l'assedio e far ritorno al Monte Tifata.